# Copa Libertadores de Voleibol
La Copa Libertadores de Voleibol es un torneo internacional de vóley masculino creado en 2018 por las federaciones de Argentina y Brasil de dicho deporte. Tuvo su temporada inaugural en 2018 y la idea es expandir el torneo a más países. Puede llegar a reemplazar al Campeonato sudamericano de clubes.
El primer campeón del torneo fue el equipo argentino Bolívar Vóley, que en la final venció al equipo brasilero SESC Río.

## Historial de campeones
| Temporada        | Campeón       | Resultado | Subcampeón    | Tercero | Cantidad de participantes |
| ---------------- | ------------- | --------- | ------------- | ------- | ------------------------- |
| 2018-19 Detalles | Bolívar Vóley | 3 – 0     | SESC-RJ       | SESI-SP | 8                         |
| 2020 Detalles    | SESI-SP       | 3 – 0     | Bolívar Vóley | SESC-RJ | 6                         |